# Distrito electoral 4 (condado de Hamilton, Nebraska)
El distrito electoral 4 (en inglés: Precinct 4) es un distrito electoral ubicado en el condado de Hamilton en el estado estadounidense de Nebraska. En el Censo de 2010 tenía una población de 4171 habitantes y una densidad poblacional de 28,33 personas por km².

## Geografía
El distrito electoral 4 se encuentra ubicado en las coordenadas 40°50′8″N 98°2′40″O / 40.83556, -98.04444. Según la Oficina del Censo de los Estados Unidos, el distrito electoral 4 tiene una superficie total de 147.25 km², de la cual 146.85 km² corresponden a tierra firme y (0.27%) 0.4 km² es agua.

## Demografía
Según el censo de 2010, había 4171 personas residiendo en el distrito electoral 4. La densidad de población era de 28,33 hab./km². De los 4171 habitantes, el distrito electoral 4 estaba compuesto por el 97.34% blancos, el 0.38% eran afroamericanos, el 0.26% eran amerindios, el 0.22% eran asiáticos, el 0.96% eran de otras razas y el 0.84% pertenecían a dos o más razas. Del total de la población el 2.9% eran hispanos o latinos de cualquier raza.